# 埃弗勒
埃弗勒（荷兰语，荷蘭語發音：[ˈeːvərə] ⓘ，法語發音：[evɛʁ]；按法语发音则译作埃韦尔）是比利时布鲁塞尔首都大区的一个市镇，属于比利时法语社群和弗拉芒社群，法语和荷蘭語均为官方语言（但法语使用者居多），面积5.02平方千米，人口42,656人（2020年1月1日）。